# 헬름슈타트
헬름슈타트(독일어: Helmstadt)는 독일 바이에른주에 위치한 도시로 면적은 22.80km2, 높이는 301m, 인구는 2,610명(2015년 12월 31일 기준), 인구 밀도는 110명/km2이다. 베를린 장벽이 있던 시절, 서베를린으로 가는 유일한 고속도로가 있었다.

시 문장

## 자매 도시
- 이탈리아 키우시델라베르나